# Josh Ritter
Josh Ritter (Moscow, 1976. október 21. –) amerikai folk-, rockénekes, gitáros, dalszerző. Ritter jellegzetes americana stílusáról és tartalmas dalszövegeiről híres. 2006-ban a Paste magazin a „100 legjelentősebb élő dalszerzők” közé választotta.

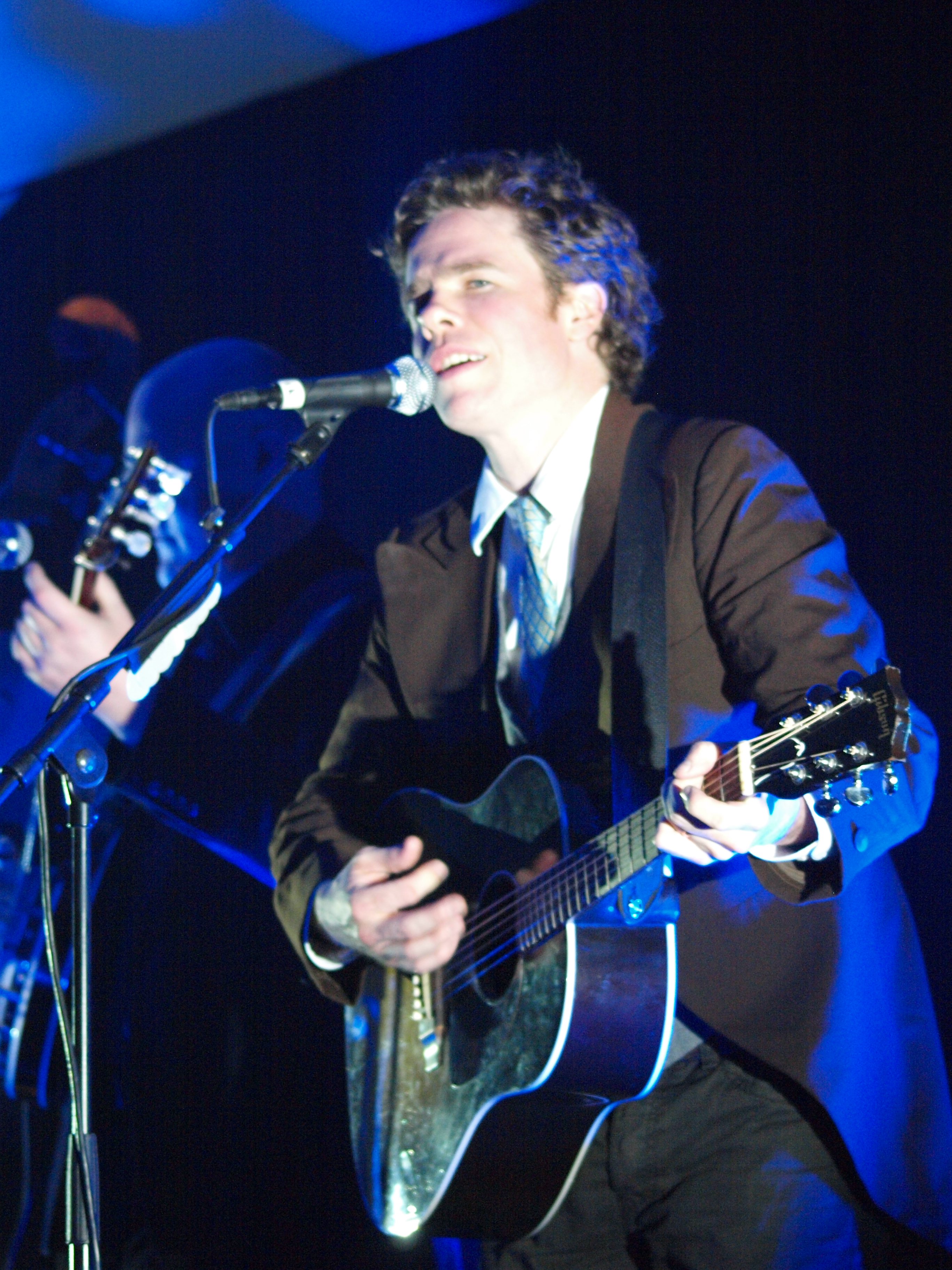

## Pályakép
Josh Ritter neurológusok fiaként nőtt fel Lincoln öccsével, néhány mérföldnyire Moscow idahói  egyetemi városától. Gyerekkorában hegedült, de alig jutott közel a zenéhez, mert néhány évig még túl fiatal volt ahhoz, hogy tudatosan élje át az 1990 körüli zenei robbanást. Csak 17 évesen, egy iskolai kiránduláson fedezte fel Johnny Cash és Bob Dylan zenéjét. Nem sokkal később megvette első gitárját, és dalokat kezdett írni.
A folkzenei élet által motiválva a középiskola elvégzése után az Ohio állambeli Oberlin Egyetemre ment, hogy biológiát tanuljon, és a szüleiéhez hasonló karriert folytasson, de hamar rájött, hogy több időt tölt a gitározással, mint a tanulással. Az Oberlin Folk Fesztivál egyik társalapítója lett.
Bostonban az egyik szabad mikrofonos esten ő is kapott néhány percet, hogy elénekeljen. Akkoriban éppen játszott néhány újszerű dallamot, például A Boy Named Sue című Johnny Cash-dalt dal. 1999-re a saját maga által írt repertoárja már elég nagy volt ahhoz, hogy egy saját kiadású albumot rögzítsen.
2004 karácsonya előtt a dublini Vicar Streeten köszönetét fejezte ki Írországnak, és különösen a The Framesnek: „Nektek köszönhetően fel tudtam hagyni a mindennapi munkámmal, és a zenére koncentrálhattam.” (A Frames 2001-ben Bostonban játszott, és énekes, Glen Hansard véletlenül észrevette Josh-t egy szabad mikrofonos esten, és azonnal meghívta egy írországi turnéra.)
Az írországi Independent Records és az amerikai Signature Sounds kiadta kislemezét (Me & Jiggs) a Golden Age of Radio albumról, és Josh Ritter gyorsan szupersztár lett Írországban. 2004 júniusában a dublini várban játszott, amelyben közel 10 000 néző fér el.
Ritter Nagy-Britanniában együtt játszott Joan Baezzel. Az Amerikai Egyesült Államok, Kanada és Ausztrália népszerű klubjaiban is fellép. Josh kapcsolata a The Framesszel a mai napig tart; Ritter és a The Frames alkalmanként együtt turnézik.

## The Royal City Band
- Josh Ritter – ének, gitár
- Zack Hickman – basszusgitár, gitár, tuba, vonósok, ének
- Sam Kassirer – zongora, billentyűs hangszerek, orgona, harmonika
- Josh Kaufman – gitár, steelgitár, ének
- Ray Rizzo – dobok, ütőhangszerek, ének

## Albumok
- Josh Ritter (1999)
- Golden Age of Radio (2002)
- Hello Starling (2003)
- The Animal Years (2006)
- The Historical Conquests of Josh Ritter (2007)
- So Runs the World Away (2010)
- The Beast in Its Tracks (2013)
- Sermon on the Rocks (2015)
- Gathering (2017)
- Fever Breaks (2019)
- Spectral Lines (2023)

### Live
- In the Dark – Live at Vicar Street (2006)
- Live at The Record Exchange (2007)
- Live at the 9:30 Club (2008)
- Josh Ritter & The Royal City Band – Live at The Iveagh Gardens (2011)
- Josh Ritter – Acoustic Live Vol. 1: Somerville Theater/Somerville, Mass (2015)

## Díjak
- 2003: Boston Music Award for Outstanding Male Singer/Songwriter
- 2004: Boston Music Award for Local Song of the Year Kathleen
- 2006: Boston Music Award for male voslist of the year
- 2007: Boston Music Award for Outstanding Singer/Songwriter Of The Year
- 2015: Sermon on the Rocks-Favorite Singer/Songwriter Albums
- 2017: Gathering-Favorite Folk & Americana Albums